# Barbo (priimek)
Barbo je priimek več oseb:
- Greta Metka Barbo Škerbinc, direktorica Zavoda RS za zaposlovanje
- Jakob Barbo, dirigent, zborovodja
- Jožef Emanuel Barbo Waxenstein, avstrijski politik, poslanec
- Marco Barbo, italijanski rimskokatoliški patriarh (oglejski patriarh)
- Matjaž Barbo, slovenski muzikolog, profesor FF UL
- Mihael Barbič (Barbo) (1869–1943), duhovnik
- Pietro Barbo, rimskokatoliški papež Pavel II:
- Robert Barbo Waxenstein, pisatelj, pesnik in filozof
- Veronika Barbo, teologinja, predavateljica TEOF